# 사족 반란
사족 반란(일본어: 士族反乱)은 일본 메이지 시대 초기에 구 무사(일본어: 武士 부시[*]) 계급인 사족(일본어: 士族 시조쿠[*])들이 메이지 정부를 상대로 벌인 일련의 반정부 활동이다.

## 개요
에도 시대 후기에 개국하여 왕정복고에 의해 성립된 메이지 정부는 사민평등 정책 하에 다이묘, 무사 계급을 폐지하고 화족(華族), 사족(士族)을 창설한다. 녹봉 처분에 의해 봉록 (가록) 제도는 철폐되고 폐도령의 시행 등 신분적 특권도 폐지되었다. 또한 메이지 정부가 시행하는 문명개화, 식산흥업 정책에 의한 서양 기술, 문화의 수입, 조선 출병을 둘러싼 정한론을 둘러싸고 정부가 분규를 겪으며, 메이지 6년 정변으로 사이고 다카모리, 에토 신페이, 이타가키 다이스케 등이 하야하면서 사족 층에 영향을 주어 메이지 정부에 반대하는 사족을 ‘불평사족’이라고 불렀다.
1874년 에토 신페이가 고향 사가현에서 옹립되어 반란(사가의 난)을 일으키고, 1876년에는 구마모토현에서 ‘신푸렌의 난’(神風連の乱)에 호응해 후쿠오카현 아키즈키번의 번사 미야자키 샤노스케를 중심으로 ‘아키즈키의 난’(秋月の乱), 10월에는 야마구치현에서 마에하라 잇세이 등에 의한 ‘하기의 난’(萩の乱) 등 반란이 이어지며 각각 진압되었다.
1877년에는 구 사쓰마번의 사족이 중심이 되어 사이고 다카모리를 대장에 옹립하여 일본 국내에서는 최대 규모의 내전이 되는 ‘세이난 전쟁’이 발발한다. 사이고 다카모리에 호응하는 형태로 후쿠오카에서도 타케베 고시로오 등 구 후쿠오카번 사족에 의해 ‘후쿠오카의 변’이 일어났다. 정부는 반란군의 2배 이상의 병력을 투입해 진압했지만, 병력 수, 장비, 병참 등 정부군은 모든 면에서 사이고 군보다 유리한 조건을 가지고 있었음에도 불구하고 동일한 전사자 수, 전상자가 발생하는 등 정부의 군사적 약점을 드러내는 결과가 되었다. 이 전투는 일본의 뒤이은 부국강병 정책의 초석이 되었다. 또한 이른바 사쓰마 번 출신인 삿초 도이(薩長土肥) 등에 의한 번의 파벌을 낳기도 했다.
세이난 전쟁 이후 불평 사족의 반대 운동은 국회 개설과 헌법 제정을 요구하는 자유 민권 운동으로 이행된다.

## 같이 보기
- 폐도령